# Misa Popular Nicaragüense
Para la Misa Campesina de Carlos Mejía Godoy, véase Misa Campesina Nicaragüense
La Misa Popular Nicaragüense o Misa Popular Campesina de Nicaragua o Misa Popular es una obra musical de carácter religioso creada por José de la Jara Alonso, sacerdote español que aportó la letra de las canciones y Manuel Salvador Dávila, músico nicaragüense que realizó los arreglos musicales en ritmo tradicional nicaragüense, a finales de los años 1960 del siglo XX en la Parroquia "San Pablo Apóstol" de la Colonia 14 de Septiembre de la ciudad de Managua, Nicaragua.
Fue una de las primeras misas creadas en Latinoamérica que refleja las orientaciones señaladas por el Concilio Vaticano II y que comienza a reflejar alguna influencia de la Teología de la Liberación.

## Su origen
Hay dos líneas para relatar la creación de la "Misa Popular Nicaragüense": 
- una la atribuye como una creación colectiva, la más discutida y menos aceptada.
- y otra, la más aceptada, que señala a Manuel Salvador Dávila[2] como cocompositor y arreglista de la misma.

El vértice que une ambas líneas, es el sacerdote español José de la Jara Alonso, el inspirador que aportó las letras.
Luciano Sequeira, uno de los miembros originales del Coro de la parroquia San Pablo Apóstol, quien siempre apoyo la segunda línea, recordó:
"Mi primer contacto con una Misa Popular fue en Panamá en 1966. Allá tenían una misa popular con tamboritos. El párroco de la Jara tocaba guitarra y fue él quien propuso formar un grupo musical para crear una misa popular en Nicaragua. Yo medio hacía algunos acordes, me dijo que me especializara y que invitara a Manuel Dávila que vivía por la iglesia San Rafael, y Ángel Cerpas, para completar el coro."
"El padre de la Jara comenzó a escribir la letra, y Manuel Dávila hizo los arreglos musicales. El primer canto que escribió el padre de la Jara fue "El canto de entrada" y Manuelito le puso la música, luego vinieron los otros."
"Una vez que la afinamos, el padre nos dijo que grabaríamos la misa en los estudios de Lorenzo Cardenal de la Radio Güegüense."

### Su preeminencia
Carlos Mejía Godoy, compositor principal de la Misa Campesina Nicaragüense, también reconoce la preeminencia de la "Misa Popular Nicaragüense" creada por el padre de la Jara y don Manuelito Dávila. Incluso cuando se dio a conocer al mundo el fallecimiento de Manuel Salvador Dávila, muchas personas y organizaciones pensaron que quien había fallecido era el mismo Mejía Godoy.
"En las redes sociales se ha propagado la noticia de que "murió el autor de la Misa Campesina Nicaragüense". Mi familia está recibiendo el pésame de organizaciones artísticas y culturales de España y de otros países, por el error de una nota de la agencia EFE, que -inexplicablemente- publicó el Diario La Prensa en su edición del día lunes 13 de octubre en la segunda sección, página B-2 "VIDA", cuyo editor es mi amigo el excelente periodista Delwing Cruz Medina.
Obviamente, aquí no hay la mínima intención de perjudicar a nadie. Simplemente, esta falla informativa tiene su origen en un lamentable suceso que deseo aclarar:
El día viernes 10 de octubre, la amplia familia de la música nicaragüense se sintió golpeada por el deceso de quien fuera en vida Don Manuel Salvador Dávila, miembro legendario de la Colonia Nicarao y fundador de la Parroquia San Pablo Apóstol. "Manuelito", como cariñosamente le decíamos, fue uno de los forjadores de la Misa Popular Nicaragüense. Como músico y compositor dio su entusiasta colaboración en la creación de esta obra, en la que participaron otros cantautores como Don Luciano Sequeira; todos animados por el sacerdote español José de la Jara Alonso, quien puso la simiente de las Comunidades Eclesiales de Base de los Barrios orientales de Managua.
Aprovecho para aclarar que, sin esta experiencia teológica que fue la "Misa Popular Nicaragüense", no hubiese nacido nuestra "Misa Campesina". Y si bien es cierto, soy el autor de la letra y la música de siete cantos de esta obra, ésta no hubiese tenido tanto impacto, sin la participación creativa de Pablo Martínez, "El Guadalupano", autor del bellísimo "Canto de meditación" y el "Miskito Lawana", que canta Anselmo Nixon.
Aprovecho la oportunidad para enviar mi abrazo solidario a la familia del Maestro Manuel Salvador Dávila, con quien me liga una amistad de varias décadas. El día de sus exequias, por mis compromisos artísticos no pude asistir. Pero ya estoy en contacto con mi colega Denis Alfonso Bolaños Rugama, para hacerle a "Manuelito" un merecido homenaje."

## Su estreno
En febrero de 1968 fue estrenada oficialmente la "Misa Popular Nicaragüense". De igual valor histórico es el hecho que eran manos, voces e instrumentos nicaragüenses los que rompían con los cánones musicales eclesiásticos y gregorianos, practicados hasta entonces por la Iglesia Católica universal.

## Sus difusores
El grupo de animación que grabó la Misa Popular y que realizó giras por Costa Rica, Panamá y Honduras, difundiendo las alabanzas a Dios, estaba compuesto por los músicos siguientes: 
- Ángel Cerpas
- Juan José Mendoza Núñez
- Luciano Sequeira Guerra
- Carlos Carrión
- Manuel Salvador Dávila[5]

de la Jara murió en Nueva York, después de haberse enamorado de una ciudadanía filipina, quien había sido parte de la orden Maryknoll. Antes de morir, pidió que su cuerpo fuera cremado, y que la mitad de sus cenizas fueran lanzadas al mar frente a la costa de Masachapa, Nicaragua y la otra mitad en Ávila, España. En los barrios orientales de Managua, persiste su memoria en el Dispensario Médico "José de la Jara Alonso", obra social del apostolado de los enfermos que impulsa la "Asociación Comunidad Eclesial de Base "Santísima Trinidad"", de la parroquia San Pablo Apóstol, en la Colonia Nicarao.

## Su legalización
En 1971, la "Misa Popular Nicaragüense" fue legalizada como obra artística musical a nombre de las Comunidades Eclesiales, mediante una publicación en el diario oficial "La Gaceta", Número 234, del 16 de octubre de ese mismo año, pero se cometió la omisión –obviamente, premeditada y excluyente– de dejar por fuera al Padre de la Jara, autor de las letras, y a Manuel "Manuelito" Dávila, quien hizo los arreglos musicales. Esta inscripción legal fue gestionada por iniciativa del sacerdote Mariano Velásquez, quien sucedió al Padre de la Jara al frente de la parroquia San Pablo Apóstol.

## Lista de canciones
Esta es la estructura y los cantos que la componen:
- "Canto de Entrada" - "Somos pueblo que camina / por las sendas del dolor. / Acudamos jubilosos / a la cena del Señor..."

- "Señor, Ten Piedad" - "Señor, Señor, ten piedad, / ten piedad de nosotros..."

- "Canto de Meditación" - "En tu palabra, Señor, medito / de día y noche con gran fervor, / que tu mensaje llegue a nosotros / en el silencio de esta oración..."

- "Gloria" - "Gloria a Dios en las alturas / y en la tierra al hombre paz. / Tu bondad está en el hombre, / a quien amas de verdad..."

- "Credo nicaragüense" - "En Ti creemos, Señor, / ilumina nuestras mentes..."

- "Ofertorio Nicaragüense" - "Te ofrecemos, Padre nuestro, / con el vino y con el pan, / nuestras penas y alegrías, / el trabajo y nuestro afán..."

- "Santo" - "Santo, Santo es el Señor / y del universo es Dios; / cante, cante sin cesar: / "Santo, Santo", la creación..."

- "Canto de Comunión" - "Señor Tu Eres el Pan / que nos da la vida eterna..."

- "Cordero de Dios" - "Cordero de Dios, que quitas, / tú que quitas el pecado del mundo..."

- "Despedida" - "Aleluya, Aleluya. / El Señor resucitó, / le llevamos con nosotros, / esta Misa no acabó..."

Estos cantos inspirados en las Sagradas Escrituras son cantados durante la Misa en muchas parroquias católicas de Nicaragua, y son sonados en algunas radioemisoras durante las transmisiones de misas radiales.
En 2001, el "Grupo 14 de Septiembre" de iglesia de la Colonia 14 de Septiembre grabó la "Misa popular nicaragüense" con el sello SONIGRAB.